# Martin Panchaud

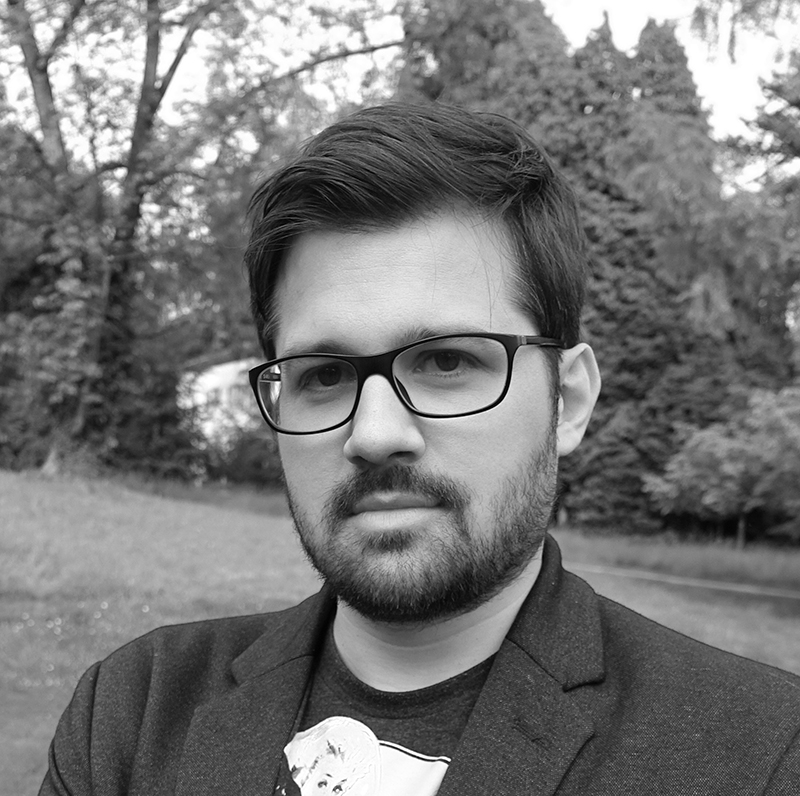
Martin Panchaud, 2020

Martin Panchaud (* 1982 in Genf) ist ein in Zürich lebender Schweizer Comiczeichner.

## Leben und Werk
Als Grafik-Designer, Autor und Illustrator veröffentlichte er mehrere Comicstrips, Erzählformate und Computergrafiken. Sein Stil zeichnet sich aus durch eine infografische Darstellung.
Panchauds Legasthenie war ein Hindernis, das ihn vor allem in seiner Schulzeit prägte. Dies veranlasste ihn, das Lesen, wie auch die Interpretation von Formen und deren Bedeutung, in das Zentrum zu stellen, was zu seinem charakteristischen Stil und seiner Kreativität des Geschichten-Erzählens führte.
2016 veröffentlicht er SWANH.NET, eine 123 Meter lange illustrierte Adaption von Star Wars Episode IV, für die er Anerkennung in diversen Kultureinrichtungen in Europa erhielt (Barbican Centre in London, Onassis Cultural Center in Athen).
2020 veröffentlicht er seine erste Graphic Novel Die Farbe der Dinge (Originaltitel: La Couleur Des Choses) bei der Edition Moderne.

## Die Farbe der Dinge

„Die Farbe der Dinge“ Cover 1. Auflage März 2020

Die Farbe der Dinge ist eine Tragikomödie und ein Krimi und gleichzeitig Panchauds erste Graphic Novel, welche beim Comics- und Graphic-Novel-Verlag Edition Moderne veröffentlicht wurde. Auf 224 Seiten wird die Geschichte des 14-jährigen Simon erzählt, der in einem schwierigen Elternhaus aufwächst, von seinen Freunden, aufgrund seines Übergewichts, gehänselt und für ihre Geschäfte benutzt wird. Durch den Tipp einer Wahrsagerin soll er beim anstehenden Pferderennen auf ein spezifisches Pferd setzen, um den Hauptgewinn zu ergattern. Simon sucht sich für den Wetteinsatz sein Kleingeld zusammen und nimmt noch heimlich das des Vaters an sich. Er gewinnt den Hauptpreis von 16 Millionen Pfund, kann das Geld aber nicht abholen, da er noch minderjährig ist. Als er nach Hause geht, um sich eine Unterschrift von seinen Eltern zu holen, wird die zusammengeschlagene, bewusstlose Mutter gerade von der Sanität betreut und vom Vater fehlt jede Spur. Somit ist Simon auf sich alleine gestellt, bekommt später jedoch noch Hilfe eines Freundes seiner Mutter, um den Vater zu finden.
« „Die Farbe der Dinge“, das ist der Clou dieses Comics, erzählt seine Story mit den Mitteln der Infografik. Äußerst abstrakt sind vor allem die Figuren gezeichnet. In Verbindung mit einem starken Text gewinnen die farbigen Kreise als handelnde Personen jedoch eine Tiefe, die ebenso verblüfft wie berührt.»
«Verblüffend, wie die Reduzierung die Kreativität fördert: Man ergänzt quasi beim Lesen das ‹reale› Geschehen und erlebt, wie eine strenge Grafik Berührendes vermitteln kann.»
«Panchaud nähert sich auf diese Weise als Comic-Erzähler dem Prinzip von Prosa an, indem er unsere Phantasie dazu herausfordert, sich ein eigenes Bild der Akteure zu machen. Sein Band ist kein so radikales Zeichen-Experiment wie seinerzeit der von Simmons, aber eine intelligente und dabei unterhaltsame Kartierung des Territoriums der Comics. Dessen Grenzen erweitert Die Farbe der Dinge erheblich.»

## Auszeichnungen
Seine Werke erhielten diverse Preise und Auszeichnungen.
- Gewinner des Grafik-Design-Wettbewerbs des Französischen Konsulats General in Geneva, Switzerland, 2007
- Aid to Creation grant awarded by the City of Geneva, Switzerland, 2011
- Young Comic Art Award by the canton of Geneva, 2012
- Residence, Cité Internationale des Arts, Paris, 2013
- Bourses Berthoud, Lissignol-Chevalier et Galland, City of Geneva, 2014
- Internationale KANTAR «Information is beautiful Awards» – SILVER, 2016
- Comic-Stipendium der Deutschschweizer Städte – Förderpreis, 2018
- Literaturförderung des Kantons Zürich, 2018
- Nomination Max-und-Moritz-Preis, 2020
- Schweizer Kinder- und Jugendbuchpreis, 2021, für Die Farbe der Dinge